# الوبندایایا
الوبندایایا (به لاتین: Alubendiyaya) یک منطقهٔ مسکونی در سری‌لانکا است که در استان مرکزی (سری‌لانکا) واقع شده‌است.